# Pseudomalacoceros pigmentata
Pseudomalacoceros pigmentata är en ringmaskart som först beskrevs av Reish 1959.  Pseudomalacoceros pigmentata ingår i släktet Pseudomalacoceros och familjen Spionidae. Inga underarter finns listade i Catalogue of Life.